# Campeonato Paulista de Futebol de 1914 (LPF)
O Campeonato da Liga Paulista Foot-Ball de 1914 foi a 13.ª edição da competição de futebol entre clubes de futebol paulistanos filiados à LPF e é reconhecido como legítima edição do Campeonato Paulista de Futebol pela FPF.
Disputado por sete equipes, o campeonato da LPF ocorreu entre 5 de abril e 22 de novembro daquele ano e teve o Corinthians como vencedor pela primeira vez em sua história e o Campos Elíseos em segundo lugar.
O artilheiro da competição foi Neco, da equipe campeã, com 12 gols.

## História
Ao todo, foram 32 jogos e 106 gols marcados (uma média de 3,31 por partida). Todas os duelos da liga foram disputados no campo do Parque da Antarctica Paulista.
Na concorrência pela hegemonia do futebol na capital paulista, a LPF aceitou a participação de um clube de Jundiaí, o Hydecroft Foot-Ball Club, tornando-se o primeiro clube do interior a disputar um torneio com equipes paulistanas.
A FPF reconhece oficialmente duas competições como legítimas edições do Campeonato Paulista de Futebol de 1914, cada uma das quais organizadas por uma entidade diferente, uma pela Liga Paulista de Foot-Ball e outra pela Associação Paulista de Esportes Atléticos.

## Participantes

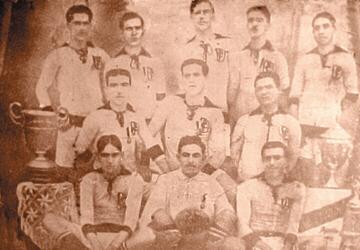
Corinthians, campeão paulista de 1914

- Campos Elyseos
- Corinthians
- Germânia
- Hydecroft
- Internacional
- Luzitano
- Minas Gerais

## Disputa
Em seu primeiro título paulista, o Corinthians venceu todos os seus 10 jogos, sendo campeão invicto. Conquistou o título na penúltima rodada diante coincidentemente do adversário direto ao título, Campos Elíseos.

## Tabela
| 5 de abril de 1914 | Germânia | 3 - 0 | Minas Gerais |  |
|                    |          |       |              |  |

| 12 de abril de 1914 | Luzitano | 0 - 6 | Corinthians |  |
|                     |          |       |             |  |

| 19 de abril de 1914 | Hydecroft | 0 - 1 | Internacional |  |
|                     |           |       |               |  |

| 21 de abril de 1914 | Germânia | 7 - 0 | Campos Elyseos |  |
|                     |          |       |                |  |

| 26 de abril de 1914 | Minas Gerais | 0 - 2 | Internacional |  |
|                     |              |       |               |  |

| 3 de maio de 1914 | Hydecroft | 3 - 3 | Campos Elyseos |  |
|                   |           |       |                |  |

| 10 de maio de 1914 | Internacional | 2 - 3 | Corinthians |  |
|                    |               |       |             |  |

| 13 de maio de 1914 | Campos Elyseos | 2 - 1 | Luzitano |  |
|                    |                |       |          |  |

| 17 de maio de 1914 | Minas Gerais | 1 - 2 | Corinthians |  |
|                    |              |       |             |  |

| 24 de maio de 1914 | Luzitano | 0 - 1 | Germânia |  |
|                    |          |       |          |  |

| 31 de maio de 1914 | Hydecroft | 0 - 3 | Germânia |  |
|                    |           |       |          |  |

| 7 de junho de 1914 | Minas Gerais | 2 - 1 | Campos Elyseos |  |
|                    |              |       |                |  |

| 14 de junho de 1914 | Hydecroft | 1 - 0 | Minas Gerais |  |
|                     |           |       |              |  |

| 21 de junho de 1914 | Corinthians | 3 - 1 | Germânia |  |
|                     |             |       |          |  |

| 5 de julho de 1914 | Luzitano | 1 - 0 | Hydecroft |  |
|                    |          |       |           |  |

| 12 de julho de 1914 | Internacional | 2 - 0 | Luzitano |  |
|                     |               |       |          |  |

| 14 de julho de 1914 | Corinthians | 5 - 1 | Campos Elyseos |  |
|                     |             |       |                |  |

| 19 de julho de 1914 | Internacional | 0 - 1 | Germânia |  |
|                     |               |       |          |  |

- Germânia retirou-se da competição após este jogo e seus jogos foram cancelados

| 26 de julho de 1914 | Hydecroft | 1 - 4 | Corinthians |  |
|                     |           |       |             |  |

| 2 de agosto de 1914 | Minas Gerais | 1 - 0 | Luzitano |  |
|                     |              |       |          |  |

| 30 de agosto de 1914 | Hydecroft | 0 - 1 | Campos Elyseos |  |
|                      |           |       |                |  |

| 6 de setembro de 1914 | Minas Gerais | 3 - 3 | Internacional |  |
|                       |              |       |               |  |

| 7 de setembro de 1914 | Campos Elyseos | 2 - 1 | Luzitano |  |
|                       |                |       |          |  |

| 13 de setembro de 1914 | Corinthians | 4 - 2 | Internacional |  |
|                        |             |       |               |  |

| 27 de setembro de 1914 | Corinthians | 3 - 1 | Minas Gerais |  |
|                        |             |       |              |  |

| 4 de outubro de 1914 | Internacional | 1 - 4 | Campos Elyseos |  |
|                      |               |       |                |  |

| 10 de outubro de 1914 | Hydecroft | 2 - 0 | Campos Elyseos |  |
|                       |           |       |                |  |

- Hydecroft retirou-se da competição após este jogo e seus jogos foram cancelados

| 12 de outubro de 1914 | Internacional | 1 - 3 | Luzitano |  |
|                       |               |       |          |  |

| 18 de outubro de 1914 | Minas Gerais | 1 - 1 | Luzitano |  |
|                       |              |       |          |  |

| 8 de novembro de 1914 | Corinthians                       | 4 - 0  | Campos Elyseos | Parque Antarctica             |
|                       | Apparício · Neco · Police · Peres | Report |                | Árbitro: Eskildsen (Germânia) |

| 15 de novembro de 1914 | Corinthians | 3 - 0 | Luzitano |  |
|                        |             |       |          |  |

| 22 de novembro de 1914 | Internacional | 0 - 2 | Campos Elyseos |  |
|                        |               |       |                |  |

## Classificação final
| Classificação - Final | Classificação - Final | Classificação - Final | Classificação - Final | Classificação - Final | Classificação - Final | Classificação - Final | Classificação - Final | Classificação - Final | Classificação - Final |
| Time | Time                  | PG                    | J                     | V                     | E                     | D                     | GP                    | GC                    | SG                    |
| --- | --------------------- | --------------------- | --------------------- | --------------------- | --------------------- | --------------------- | --------------------- | --------------------- | --------------------- |
| 1 | Corinthians*          | 20                    | 10                    | 10                    | 0                     | 0                     | 37                    | 9                     | 28                    |
| 2 | Campos Elyseos*       | 11                    | 10                    | 5                     | 1                     | 4                     | 16                    | 24                    | - 8                   |
| 3 | Minas Gerais*         | 6                     | 10                    | 2                     | 2                     | 6                     | 9                     | 18                    | - 9                   |
| 4 | Internacional*        | 7                     | 10                    | 3                     | 1                     | 6                     | 14                    | 20                    | - 6                   |
| 5 | Lusitano*             | 5                     | 10                    | 2                     | 1                     | 7                     | 7                     | 19                    | - 12                  |
| 6 | Hydecroft**           | 5                     | 8                     | 2                     | 1                     | 5                     | 8                     | 12                    | - 4                   |
| 7 | Germânia**            | 10                    | 6                     | 5                     | 0                     | 1                     | 16                    | 3                     | 13                    |
| PG - pontos ganhos; J - jogos; V - vitórias; E - empates; D - derrotas; GP - gols pró; GC - gols contra; SG - saldo de gols |                       |                       |                       |                       |                       |                       |                       |                       |                       |

(* os jogos contra as equipes do Germânia e Hydecroft foram anulados para critério de classificação)

## Premiação
| Campeão Paulista de 1914 (Campeonato da LPF) |
| -------------------------------------------- |
| CORINTHIANS (1º título)                      |